# 白鳥神社 (君津市)
白鳥神社（しらとりじんじゃ）は、千葉県君津市に鎮座する神社である。旧社格は村社。

## 祭神
祭神は、日本武尊と弟橘媛。

## 概要
伝承によるとその昔、日本武尊の東征にあたり妃の弟橘媛が浦賀水道に入水して嵐を鎮めた。日本武尊は房総半島に渡り民を苦しめる阿久留王を征伐した。
東征帰途日本武尊は亡くなり白鳥となって当地まで飛んできた。そのため民が白鳥神社を創建したという。
白鳥神社は鹿野山を構成する三山のひとつ白鳥峰の山頂付近に建つ。

## 祭礼
- 「はしご獅子舞」 千葉県指定無形民俗文化財（1963年5月4日指定）、毎年4月28日[1][2]

## 所在地
千葉県君津市鹿野山